# 一维线性连接
一维线性连接是计算机中最简单，最基本的连接方式。

## 基本特征
一维线性连接是指每个处理器只与左右两个处理器互相连接。如果首尾也互相连接，则可视作环，此时网络对剖宽度为2，而网络直径为{\displaystyle {m \over 2}}（如果设处理器的总数目为m个）。

## 参阅
- 并行计算